# 吉倉拓児
吉倉 拓児（よしくら たくじ、男性、1969年（昭和44年）7月14日 - ）は、日本の実業家。ヨシクラデザイン代表取締役、eFight（イーファイト）代表・プロデューサー。

## 来歴
富山県小矢部市生まれ。明治大学政治経済学部卒業。
柔道部を経て高校2年から極真空手に入門し1992年に極真会館主催の全日本選手権中量級でベスト8となる。その他栃木県大会中量級優勝などの成績を収める。(株)リクルートにて広告営業を担当。リクルート時代は尾崎豊が設立した個人事務所「アイソトープ」にも営業で通った。
1995年 ヨシクラデザイン設立。
1997年『極真空手バイブル -王者が教える最新技術-』を刊行。
その後、日本スポーツ出版社にて『大山倍達読本』、『芦原英幸読本』など空手関係書籍の編集・執筆を手がける。
テレビではCSチャンネル「サムライTV」の構成作家、テレビ朝日「リングの魂」では極真vs中国拳法などの企画を手がける。
2002年よりWEB事業に進出。2003年には格闘技ウェブマガジン「GBR」を立ち上げる。
雑誌編集プロダクション、ポータルサイトへのニュース配信、WEB制作・運営部門を行なう。
2007年 雑誌「Fight＆Life」創刊プロデュース協力。
2012年 格闘技ウェブマガジン「GBR」から格闘技情報サイト「イーファイト」に名称変更し大幅にリニューアル。引き続き代表、プロデューサーを務める。

## 家族 親族
義弟に元森喜朗秘書で参議院議員を経験した柴田巧がいる。